# Oscar Frey
Oscar Frey (Basilea, 24 gennaio 1883 – Torino, 9 gennaio 1951) è stato un calciatore svizzero, di ruolo centrocampista.

## Carriera
Iniziò la carriera nell'Excelsior Basilea, che lasciò per andare a giocare in Italia tra le file del Mediolanum. Nel 1903 andò in Francia per giocare nel FC Lyon.
Dopo aver giocato nell'Olympique Marsiglia, nel 1905 ritornò in Italia per militare nella squadra riserve della Juventus, che in quell'anno si aggiudicò la Seconda Categoria.
Nel 1907 passò alla Lazio, dove aveva fatto arrivare direttamente dalla Gran Bretagna i regolamenti ufficiali del gioco del calcio, indispensabili per una corretta pratica, prima di tornare nel 1908 a Torino per giocare con la maglia del Torino, disputando solo incontri amichevoli a causa dell'autosospensione del club granata dal campionato per il divieto di schierare calciatori stranieri imposto dalla FIF.
Nel 1909 fece il suo ritorno alla Juventus, esordendo in prima squadra il 10 gennaio 1909 contro il Torino nel derby della Mole in una sconfitta per 1-0, mentre la sua ultima partita fu contro il Piemonte, il 27 novembre 1910, in un pareggio per 1-1. In sei stagioni bianconere collezionò 11 presenze e 5 reti.

## Palmarès

### Calciatore

#### Club

##### Competizioni nazionali
- Seconda Categoria: 1

Juventus II: 1905

##### Competizioni regionali
- Campionato Romano: 1

Lazio: 1907